# Думитру, Тед
Тэд Думитру (при рождении Димитриу Теодореску) (рум. Dumitru Teodorescu; 2 сентября 1939, Бухарест, Румыния — 26 мая 2016, Йоханнесбург, ЮАР) — румынский футбольный тренер.

## Биография
В качестве футболиста выступал за команду «Спортул Студенцеск», но уже в раннем возрасте завершил свою карьеру из-за травмы. Получив образование, в 26 лет он возглавил клуб Дивизии А «КС Университатя». В дальнейшем Думитру работал с молодежной сборной страны.
В 1970 году специалист переехал в Турцию. Уже в первом сезоне в новой стране румын сенсационно привел скромный «Алтай» к бронзовым медалям чемпионата страны. В дальнейшем он менее успешно работал с «Бешикташем» и «Мерсин Идманюрду». С 1971 по 1980 годы тренер поднимал футбол в США.
В 1980 году Думитру перебрался на африканский континент, возглавивсборную Замбии. Свое тренерское имя румын сделал в ЮАР. Благодаря успешной работе с клубами «Кайзер Чифс» и «Мамелоди Сандаунз» он стал одним из самых титулованных футбольных наставников этой страны. Помимо Замбии Думитру в разные годы возглавлял сборные Свазиленда, Намибии и ЮАР. В последние годы специалист занимался административной работой, развивая молодежную академию «Мамелоди Сандаунз».

## Достижения
- Победитель Премьер-лиги ЮАР (4): 1997/98, 1998/99, 2003/04, 2004/05.
- Обладатель Кубка ЮАР (5): 1986, 1988, 1998, 2003, 2004.
- Обладатель Кубка Лиги ЮАР (1): 1999.
- Обладатель Кубка Восьми (2: 1985, 1987.

## Смерть
Тед Думитру скончался 26 мая 2016 года после перенесенного сердечного приступа в одном из торговых центров Йоханнесбурга. 2 июня панихида по тренеру прошла в городе на стадионе «Эллис Парк Арена».